# هیرائوکا انشیرو
هیرائوکا انشیرو (به ژاپنی: 平岡 円四郎 ひらおか えんしろう)، (روز ۲۰ از ماه نوامبر ۱۸۲۲ میلادی (روز ۷ از ماه ده، پنجمین سال از دوران بونسی) - ۱۹ ژوئیه ۱۸۶۴ (۱۶ ماه ۶، اولین سال از دوران گنجی) یک سامورایی ژاپنی (از ملازمان خاندان هیتوتسوباشی توکوگاوا و از ملازمان ارشد) در اواخر دوره ادو بود. او به عنوان پیشخدمت توکوگاوا یوشینوبو خدمت می‌کرد. نام واقعی او هوچو بود. او توسط جناح ضد خارجی ترور شد.